# 邁克·伊澤爾
沃尔特·迈克尔·埃泽尔（英語：Walter Michael Ezell，1959年4月6日—），是一位前美国执法官员和政治人物，自2023年起代表密西西比州第四國會選區聯邦眾議員，共和黨籍。

## 政治立場
2023年哈马斯袭击以色列后，埃泽尔投票决定向以色列提供支持。

## 外部連結
- Congressman Mike Ezell （页面存档备份，存于） official U.S. House website
- Mike Ezell for Congress （页面存档备份，存于） campaign website
- 美國國會國家人物傳記大辭典中的傳記
- 由華盛頓郵報維護的投票記錄
- 智慧投票计划中的傳記、投票紀錄及利益集團評級
- 聯邦選舉委員會中的競選財務報告和數據
- C-SPAN內的頁面（英文）